# Siphona angusta
Siphona angusta là một loài ruồi trong họ Tachinidae.